# Wacław Świątkowski
Wacław Onufry Świątkowski (ur. 1933 w Bełchatowie, zm. 23 stycznia 2017) – polski fizyk, wykładowca i profesor Uniwersytetu Wrocławskiego.

## Życiorys
Urodzony w 1933 roku w Bełchatowie. W latach 1960. sprowadził się do Wrocławia. W 1991 roku uzyskał tytuł profesora nadzwyczajnego. Zastępca dyrektora Instytutu Fizyki Doświadczalnej ds. dydaktyki w latach 1984–1991. Od 1998 r. był rzeczoznawcą MENiS ds. podręczników szkolnych i programów nauczania w zakresie fizyki. W 2000 roku został kierownikiem Zakładu Zastosowań Fizyki Jądrowej i był nim do 2004 roku.
Zmarł w styczniu 2017 r. i został pochowany na Cmentarzu Osobowickim we Wrocławiu.

## Odznaczenia
- Złoty Krzyż Zasługi[2]
- Medal Komisji Edukacji Narodowej[2]
- Srebrna Odznaka Zasłużony dla Dolnego Śląska[2]